# Boone Township (comté de Crawford, Missouri)
Pour les articles homonymes, voir Boone Township.
Boone Township est un ancien township du comté de Crawford dans le Missouri, aux États-Unis,.
Fondé en 1848, il est baptisé en référence à la rivière Boone Creek (en).

## Source de la traduction
- (en) Cet article est partiellement ou en totalité issu de l’article de Wikipédia en anglais intitulé « Boone Township, Crawford County, Missouri » (voir la liste des auteurs).